# Lagoas Cufada Natural Park
Lagoas Cufada Natural Park är en park i Guinea-Bissau.   Den ligger i regionen Quinara, i den centrala delen av landet, 60 km öster om huvudstaden Bissau. Lagoas Cufada Natural Park ligger 17 meter över havet. Den ligger vid sjön Lagoa de Cufada.
Terrängen runt Lagoas Cufada Natural Park är platt. Runt Lagoas Cufada Natural Park är det glesbefolkat, med 13 invånare per kvadratkilometer. Närmaste större samhälle är Buba, 14,5 km söder om Lagoas Cufada Natural Park. I omgivningarna runt Lagoas Cufada Natural Park växer huvudsakligen savannskog.